# Gerd Brantenberg

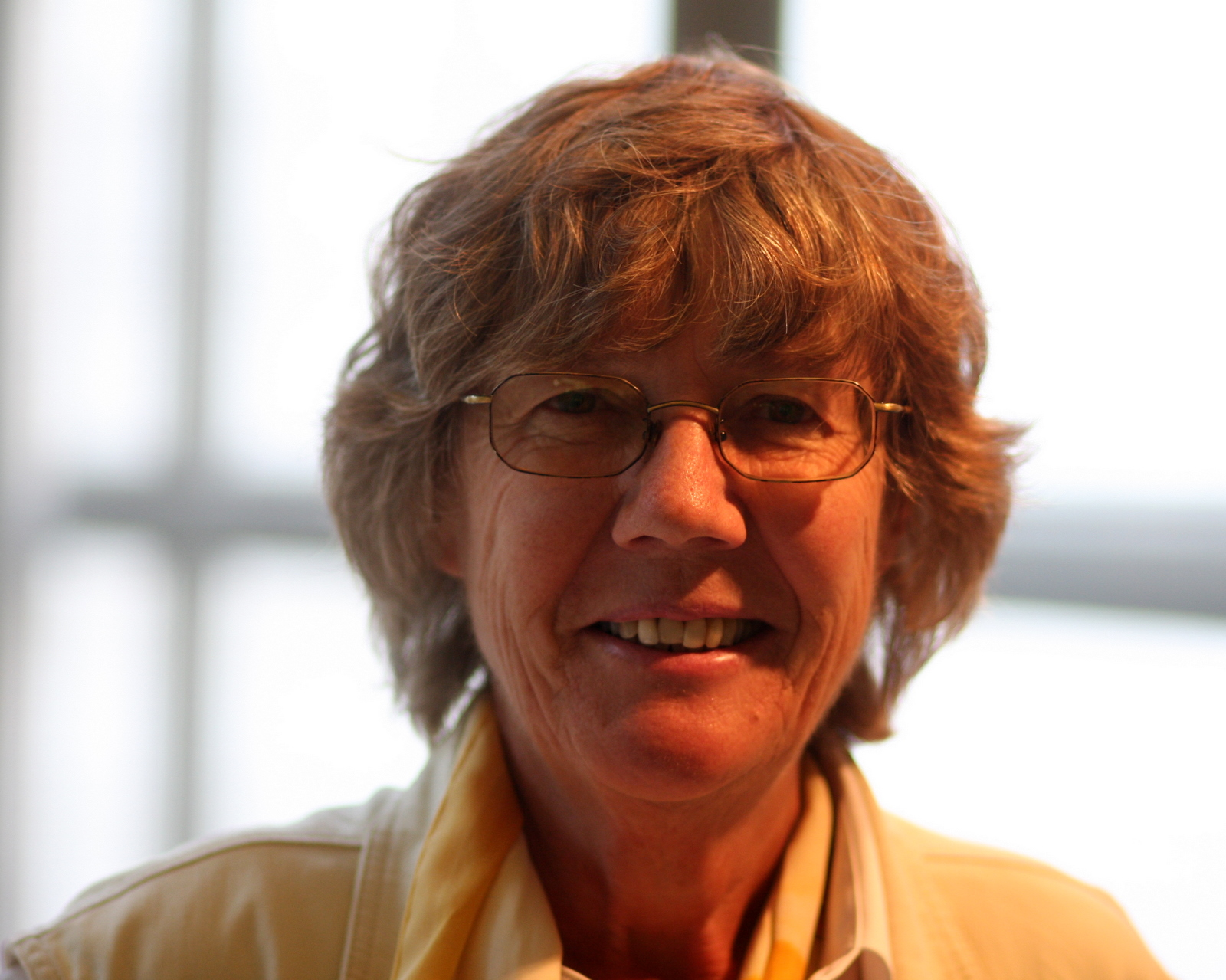
Gerd Brantenberg (2009)

Gerd Mjøen Brantenberg (* 27. Oktober 1941 in Oslo) ist eine norwegische Lehrerin und Autorin feministischer Literatur. Ihr bekanntestes Werk ist Egalias døtre (Die Töchter Egalias), das 1977 beim Pax Forlag in Oslo erschien. In Deutschland legte der Verlag Olle & Wolter 15 Auflagen auf und verkaufte über 150.000 Exemplare. Die Handlung des Buches spielt in dem fiktiven Land Egalia, in dem Frauen und Weibliches als Norm angesehen werden und Männer als das abweichende, untergeordnete Geschlecht. Dabei werden alle üblicherweise männlichen Wörter weiblich umgesetzt und umgekehrt.
Gerd Brantenberg wurde in Oslo geboren und ist in Fredrikstad aufgewachsen. Sie studierte Englisch, Geschichte und Sozialwissenschaften in London, Edinburgh und Oslo. Von 1972 bis 1983 arbeitete sie zudem im Frauenhaus Oslo. 1978 gründete sie ein literarisches Frauenforum, das Frauen zum Schreiben und Veröffentlichen ermuntert. Sie hat bis heute zehn Romane, zwei Schau- bzw. Hörspiele, zwei Übersetzungen, diverse Kampflieder und Beiträge zur Anthologien geschrieben.
1986 erhielt sie den dänischen Thit-Preis, welcher nach der dänischen Verfasserin Thit Jensen benannt ist.

## Werke
- 1973 "Opp alle jordens homofile"
  - Vom andern Ufer: Erzählung, dt. von Claudia Meyenburg; Frauenoffensive, München 1983, ISBN 3-88104-124-9.
- 1977 "Egalias døtre"
  - Die Töchter Egalias: Ein Roman über den Kampf der Geschlechter, dt. von Elke Radicke und Wilfried Sczepan; Olle & Wolter, Berlin 1980, ISBN 3-88395-404-7.
- 1978 "Ja, vi slutter"
  - Ohne Rauch geht’s auch oder wie frau auch ohne Zigarette eine Liebeserklärung aussprechen kann, dt. von Christel Hildebrandt; Kleine Schritte Verlag, Bonn 1988, ISBN 3-923261-16-0.
- 1979 "Sangen om Saint Croix"
  - Mädchenwelten, dt. von Gert Imbeck; Olle & Wolter, Berlin 1982, ISBN 3-88395-432-2.
- 1983 "Favntak"
  - Umarmungen, dt. von Claudia Meyenburg; Frauenoffensive, München 1984, ISBN 3-88104-136-2.
- 1985 "Ved fergestedet"
  - Am Pier, dt. von Gabriele Haefs; Frauenoffensive, München 1993, ISBN 3-88104-240-7.
- 1986 "På sporet av den tapte lyst. Kjærlighet mellom kvinner som litterært motiv"
- 1989 "For alle vinder"
  - In alle Winde, dt. von Gabriele Haefs; Frauenoffensive, München 1991, ISBN 3-88104-206-7.
- 1991 "Eremitt og entertainer. Forfatteren møter sitt publikum"
- 1992 "Ompadorastedet"
- 1997 "Augusta og Bjørnstjerne"
  - Augusta und ihr Dichter, dt. von Gabriele Haefs; Frauenoffensive 1998, ISBN 3-88104-307-1.
- 1999 "Havet, døden og kjærligheten. Tjømebok år 2000"
- 2003 "Landssvikersken. Kvinne mellom to land"